# The Christian (film 1914)
The Christian è un film muto del 1914 diretto da Frederick A. Thomson. Si basa sul romanzo The Christian di Hall Caine che, pubblicato nel 1897, raggiunse il record di un milione di copie vendute. Craine ne trasse un lavoro teatrale che andò in scena a Broadway al Knickerbocker Theatre il 10 ottobre 1898.

## Trama
John Storm decide di entrare in un monastero dopo che la fidanzata, Glory Quayle, è diventata una diva dei palcoscenici londinesi. Non potendo dimenticare la donna, John lascia il monastero per dedicarsi ai diseredati aprendo un centro di assistenza nei bassifondi della città. Glory, diventata sua vicina di casa, gli racconta della sua amica Polly che è stata messa incinta da Lord Robert Ure, un aristocratico dissoluto. John affronta l'uomo, intimandogli di fare il suo dovere sposando la ragazza. Ure, infuriato per le ingerenze di Storm, sposa invece Vera, una ricca americana. John accusa pubblicamente Ure, ma questi si vendica mettendo in giro la voce che Storm fa delle previsioni catastrofiche, annunciando la fine del mondo per il giorno del Derby. Nei bassifondi scoppiano dei tumulti ma Glory riesce a convincere la gente che è tutta una montatura e che John è innocente. Alla fine, lei e John decidono di passare la vita insieme.

## Produzione
Il film fu prodotto dalla Vitagraph Company of America in associazione con la Liebler Company. Le riprese furono fatte in parte a North Scituate nel Rhode Island, a Winthrop Beach, nel Massachusetts e in diversi posti tra Boston e Filadelfia. Frederick Stanhope, assistente di Frederick A. Thomson, era il regista teatrale che aveva messo in scena il lavoro a Broadway per la Liebler Co. Viola Allen, la star dello spettacolo, avrebbe voluto interpretare il film, ma Edith Storey volle il ruolo per sé.

## Distribuzione
Distribuito dalla Vitagraph-Liebler Feature Film Company, il film uscì nelle sale cinematografiche statunitensi il 16 marzo 1914, presentato in prima a New York alla Manhattan Opera House per proseguire le proiezioni all'Harris Theatre nel maggio seguente.
Ne fu fatta una riedizione distribuita nel 1917 dalla Greater Vitagraph (V-L-S-E).